# Adalberto de Magdeburgo
Adalberto de Magdeburgo (também Alberto de Magdeburgo; Lorena, ca. 910 - Zscherben, 20 de junho de 981) algumas vezes conhecido por Apóstolo dos Eslavos, foi o primeiro arcebispo de Magdeburgo (a partir de  968), missionário e historiógrafo. Foi mais tarde canonizado; o dia de sua festa litúrgica é 20 de junho. 

## Vida
Adalberto, provavelmente nasceu na Lorena, foi um monge alemão no mosteiro beneditino de São Maximino em Tréveris. Foi consagrado bispo e em 961 foi enviado à Rússia de Kiev. A princesa Olga de Kiev pediu ao imperador Otão I que lhe enviasse um missionário da Igreja de Roma. Contudo, seu filho Esvetoslau I era contrário a esse pedido e tão logo Adalberto chegou ao principado, ele tirou a coroa de sua mãe. Os companheiros de missão de Adalberto foram mortos e Adalberto mal conseguiu escapar. Posteriormente, a Rússia de Kiev aceitou a conversão feita por Constantinopla ao cristianismo bizantino. 
Após escapar, Adalberto viajou para Mogúncia, onde tornou-se abade de Vissemburgo, na Alsácia. Uma vez lá, trabalhou para melhorar a educação dos monges. Mais tarde, tornou-se arcebispo de Magdeburgo, uma cidade na Saxônia. Os arcebispados de Hamburgo e Brema foram criados com a intenção de atuarem como bases para as atividades missionárias na Europa setentrional e oriental. O arcebispado de Magdeburgo foi designado para fornecer programas missionários para os eslavos do leste europeu. Adalberto também fundou dioceses em Naumburgo, Meissen, Merseburgo, Brandenburgo, Havelberga e Posnânia na Polônia. Um estudante no tempo de Adalberto, que passou a fazer um trabalho importante entre os eslavos, foi Vojtěch de Praga, posteriormente canonizado como São Adalberto de Praga.